# Payena grandistipula
Payena grandistipula är en tvåhjärtbladig växtart som beskrevs av J.T.Pereira. Payena grandistipula ingår i släktet Payena och familjen Sapotaceae. Inga underarter finns listade i Catalogue of Life.